# Архангельское (Наро-Фоминский район)
Архангельское — деревня в Наро-Фоминском районе Московской области, входит в состав сельского поселения Веселёвское. Численность постоянного населения по Всероссийской переписи 2010 года — 8 человек, в деревне числятся 1 улица и 11 садовых товариществ, действует Архангельская церковь 1790 года постройки. До 2006 года Архангельское входило в состав Шустиковского сельского округа.
Деревня расположена в юго-западной части района, у истока малой речки Чёрная (левый приток Роженки, впадающей в Протву), примерно в 12 км к западу от города Верея, высота центра над уровнем моря 201 м. Ближайшие населённые пункты — Васькино в 2 км на юго-запад и Зубово в 1,5 км южнее.